# حاجی‌کلا (قائم‌شهر)
حاجی‌کلا، روستایی است از توابع بخش مرکزی شهرستان قائم‌شهر در استان مازندران ایران.

## جمعیت
این روستا در بالاتجن قرار داشته و براساس آخرین سرشماری مرکز آمار ایران که در سال ۱۳۸۵ صورت گرفته، جمعیت آن ۸۵۱نفر (۲۱۵خانوار) بوده‌است.